# Черновське (Шабалінський район)
Черно́вське (рос. Черновское) — село у складі Шабалінського району Кіровської області, Росія. Адміністративний центр Черновського сільського поселення.
Населення становить 458 осіб (2010, 608 у 2002).
Національний склад станом на 2002 рік — росіяни 97 %.